# Sinfonia concertante für vier Bläser Es-Dur KV 297b
Die Sinfonia concertante für vier Bläser Es-Dur KV 297b, nach aktuellem Köchelverzeichnis KV Anh. C 14.01, ist ein Werk für Oboe, Klarinette, Horn, Fagott und Orchester, dessen Partiturabschrift 1869 im Nachlass des Mozart-Biographen Otto Jahn entdeckt wurde und seit 1870 Eigentum der Staatsbibliothek zu Berlin ist. Man hatte lange Zeit angenommen, dass es mit einer von Wolfgang Amadeus Mozart im April 1778 in Paris, allerdings für Flöte, Oboe, Horn, Fagott und Orchester komponierten, verschollenen Sinfonia concertante verwandt oder in Teilen sogar identisch sei. Dies ist seit etwa den 1960er Jahren jedoch umstritten und wird zunehmend ausgeschlossen.
Die Berliner Notenabschrift wurde im Köchelverzeichnis erstmals in der 2. Auflage (1905) als Überlieferung von Mozarts Pariser Werk unter dessen aus der 1. Auflage (1862) stammenden Nummer Anh. I,9 aufgenommen. In der 3. Auflage (1937) wurde es unter der neuen Nummer KV 297b aus dem Anhang in den Hauptteil des Verzeichnisses verlegt. Seit der 6. Auflage (1964) werden die beiden Werke separat aufgeführt, das Pariser als KV 297B, die Notenabschrift als KV Anh. C 14.01. Für letztere verwendet dieser Artikel die außerhalb der Wissenschaft allgemein übliche Bezeichnung KV 297b.

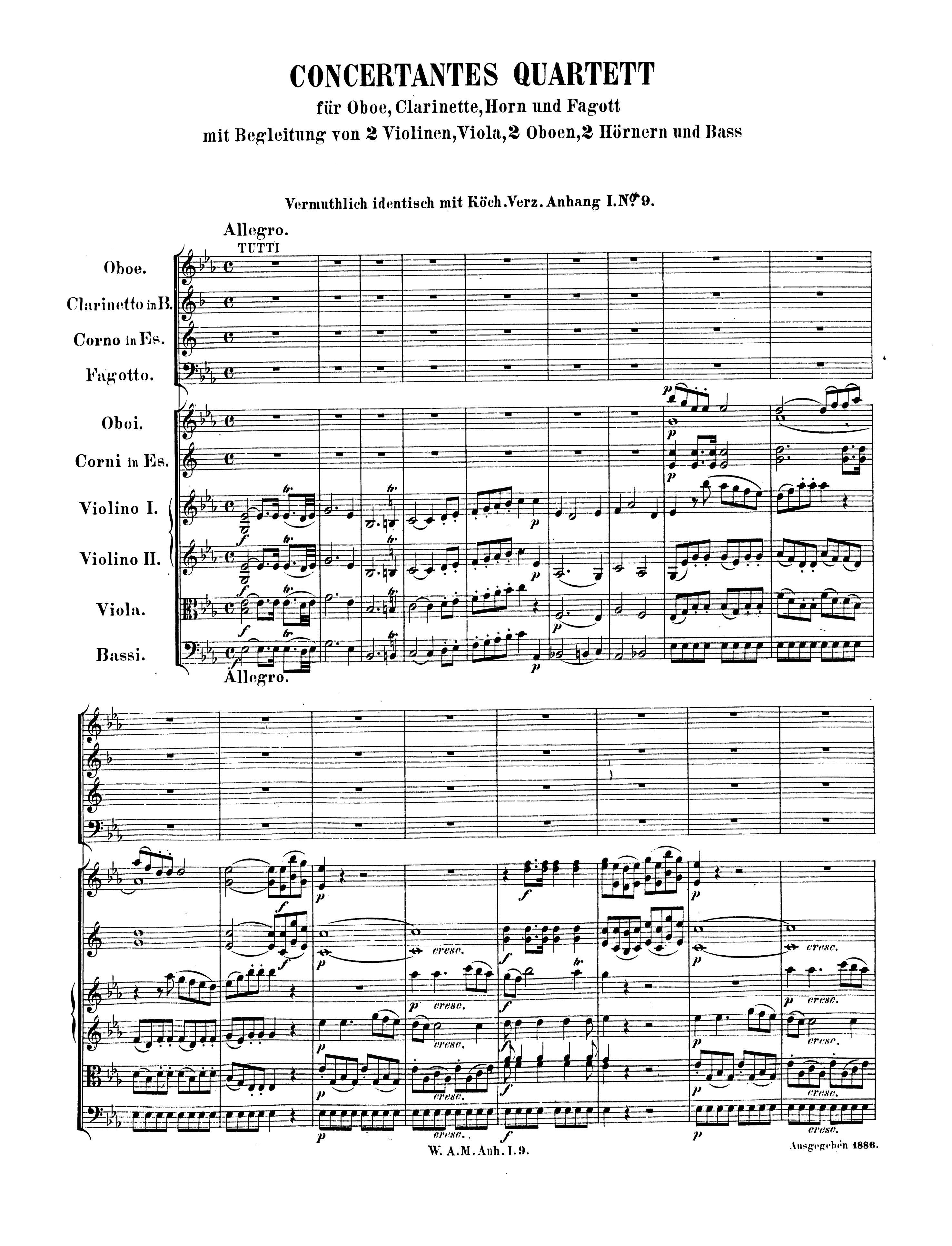
Erste Takte des ersten Satzes

| Sinfonia concertante für vier Bläser Es-Dur KV 297b |
| --- |
| |
| |
| |
| Interpreten: James Caldwell (Oboe), William McColl (Klarinette), Robert Bonnevie (Horn), Arthur Grossman (Fagott) mit dem Casals Festival Orchestra, geleitet von Alexander Schneider. Aufgenommen am Festival Casals de Puerto Rico im Juni 1964 durch Voice of America. |

## Mozarts verschollene Sinfonia concertante KV 297B
Im April 1778 schrieb Mozart seinem Vater aus Paris über die Sinfonia concertante, die er für die Aufführung von Concert spirituel komponiere, und nannte die vier virtuosen Solisten, die spielen sollten: Johann Baptist Wendling (Flöte), Friedrich Ramm (Oboe), Giovanni Punto (Horn) und Georg Wenzel Ritter (Fagott). Mozart hatte sich auf seiner Reise nach Paris mehrere Monate in Mannheim aufgehalten und dort die drei Holzbläser kennengelernt. Der Böhme Punto (eigentlich Jan Václav Stich) war ein berühmter Hornvirtuose seiner Zeit, von dem Mozart seinem Vater schrieb, er spiele „magnifique“. Er und die anderen drei Solisten seien in das Werk „verliebt“. Joseph Legros, der Direktor von Concert spirituel, habe die Partitur entgegengenommen, um sie kopieren zu lassen. In letzter Minute wurde Mozarts Werk im Konzertprogramm jedoch durch ein Stück für ähnliche Besetzung von Giuseppe Cambini ersetzt. Mozart vermutete als Grund dafür eine Intrige Cambinis bei Legros. Das Mozart-Werk wurde nie gespielt. Ludwig von Köchel bezeichnete es als „völlig verschollen“ und reihte es 1862 in der ersten Auflage des Köchelverzeichnisses folgerichtig als Nr. 9 in den Anhang I der verloren gegangenen Kompositionen Mozarts ein. Auch in der aktuellen 6. Auflage des Köchelverzeichnisses von 1964, wo das Werk die Nummer KV 297B erhielt, wird es als „verloren“ und „unauffindbar“ bezeichnet.

## Die Sinfonia concertante KV 297b
Das Werk, wie es heute meist als KV 297b aufgeführt wird, hatte der Archäologe und Mozart-Biograph Otto Jahn (1813–1869) 1864 als anonymes Notenmaterial von dem Prager Hornisten Jan Janatka erhalten und davon eine Partiturabschrift für sein Archiv anfertigen lassen. Jahn hatte eine große Menge an Mozart-Briefen, Originalmanuskripten und Partiturabschriften zusammengetragen, die er Ludwig von Köchel zur Verfügung stellte, um ihn bei der Erstellung des Köchelschen Werkverzeichnisses zu unterstützen. Bei dem Notenmaterial von Janatka erkannte Jahn jedoch schnell, dass es sich aufgrund der abweichenden Besetzung nicht um Mozarts Pariser Werk handeln könne, und bezeichnete es 1867 in der 2. Auflage seiner Mozart-Biographie weiterhin als verschwunden. Die Notenabschrift selber trägt keinen Komponistennamen, der Einband trägt dennoch auf dem Rückentitel die Aufschrift „Mozart Concertante“. Nach Jahns Tod 1869 gelangte die Notenabschrift bei einer Nachlassauktion in die Berliner Staatsbibliothek. In dieser Form wurde das Werk 1886 erstmals im Rahmen der Alten Mozart-Ausgabe in der Serie XXIV („Wiederaufgefundene, unbeglaubigte und unvollendete Werke“) veröffentlicht. Paul von Waldersee setzte das Werk 1905 in der 2. Auflage des Köchelverzeichnisses Mozarts verschollener Komposition gleich, behielt aber Köchels ursprüngliche Nummerierung für sie, KV Anh. I,9, bei. Auch Alfred Einstein hielt in der 3. Auflage des Köchelverzeichnisses (1937) an der Gleichsetzung der beiden Werke fest, verlegte das Werk aber unter der neuen Katalognummer KV 297b aus dem Anhang in den Hauptteil des Verzeichnisses. Die 6. Auflage des Köchelverzeichnisses von 1964 vollzog dagegen eine strikte Trennung der beiden Werke und verwies die Abschrift unter der neuen Katalognummer Anh. C 14.01 in den Anhang C („Zweifelhafte und unterschobene Werke“).
Die Beziehung zwischen diesem Werk und dem verschollenen Werk KV 297B ist seit etwa den 1960er Jahren umstritten und wird zunehmend ausgeschlossen, zum Teil, weil KV 297b in der Solistenbesetzung eine Klarinette statt einer Flöte aufweist, aber auch weil es sowohl Kopier- als auch Kompositionsfehler enthält.
Die Sinfonia concertante KV 297b ist auch heute noch beliebt und wird regelmäßig aufgeführt, meist in der Form der Berliner Notenabschrift. Daneben bestehen eine von Werner Egk 1983 für ein Bläseroktett umgearbeitete Variante sowie eine von der Musik-Akademie der Stadt Basel erstellte, vor allem von Repetitionen befreite Fassung, die die Musik-Akademie am 11. Februar 2022 mit Cosimo Conti (Oboe), Urška Zupan (Klarinette), Marcial Holzer (Horn) und José Javier Romero (Fagott) einspielte.

### Instrumentierung
Die Sinfonia concertante KV 297b ist für die Solisten Oboe, Klarinette, Horn und Fagott sowie für ein Orchester mit zwei Hörnern, zwei Oboen und Streichern besetzt. Eine typische Aufführung dauert etwa 28 bis 33 Minuten.

### Sätze
Das Werk besteht aus drei Sätzen:
1. Allegro, im 4⁄4-Takt, notiert als  (common time). Dieser Satz steht in Sonatensatzform mit drei statt zwei Expositionen – eine vom Orchester, die beiden anderen von den Solisten gespielt. Er enthält eine geschriebene Kadenz vor der Coda.[17]
2. Adagio, im 4⁄4-Takt, mit „sanften Wechseln des thematischen Materials“.[17]
3. Andantino con variazioni, ein Thema mit zehn Variationen und einer Coda. Jede Variation wird durch „identische, im Grunde dekorative Orchesterritornelli“ getrennt.[17] Dieser Satz steht im 2⁄4-Takt bis zum Ende der letzten Variation, wo sechs Adagio-Takte im 4⁄4-Takt zu einer Coda im 6⁄8-Takt führen.[17]

### Authentizität
Aus Briefen und Konzertankündigungen ist bekannt, dass Mozart eine Sinfonia concertante für Flöte, Oboe, Horn und Fagott geschrieben haben soll, deren Originalpartitur verschollen ist. Mozarts Urheberschaft des heute aufgeführten Werks KV 297b und die Frage, ob es überhaupt mit dem verschollenen Werk KV 297B verwandt ist, sind umstritten. Verschiedene Musikwissenschaftler sind geteilter Meinung, einige behaupten, KV 297b sei eine modifizierte Form von KV 297B, indem die Oboe durch eine Klarinette und die Flöte durch eine Oboe ersetzt wurde. Erwogen wurde auch die Möglichkeit, dass Mozart gar keine derartige Komposition geschrieben hat, sondern in den Briefen an seinen – Mozart immer wieder zu verstärkten Bemühungen anhaltenden – Vater diesen bloß besänftigen wollte. Nach Wolfgang Plath ist Mozarts Bericht „in sich so unwahrscheinlich, unlogisch und inkohärent, daß [er] in dieser Form einfach nicht stimmen kann“.
Ursprünglich scheint die Sinfonia concertante KV 297b unkritisch als eine leicht veränderte Version von Mozarts verschollenem Werk akzeptiert worden zu sein. In den 1930er Jahren bezeichnete Donald Francis Tovey sie jedoch als durch „stümperhafte Form“ (blundering form) und „ungeschickte Instrumentation“ (inept scoring) geprägt. Virgil Thomson wie auch Alfred Einstein hingegen hielten sie für authentisch. Einstein sah in dem Werk das eines Bearbeiters, der „offenbar keine Veränderungen gewagt [hat], die tiefer in das Wesen des Werkes eingegriffen hätten“. Es sei ein „Mannheimer“ Werk. Die Besetzung mit einer Klarinette gehe allerdings, so Einstein in der 3. Auflage des Köchelverzeichnisses, „kaum auf Mozart selbst zurück“. Stanley Sadie äußerte sich ablehnend und wies insbesondere darauf hin, dass die Soloklarinette nicht direkt auf eine vermeintliche Oboenstimme zurückübertragen werden könne.
Martin Staehelin hält es für „äußerst unwahrscheinlich“, dass Mozart ein dreisätziges homotonales Konzert (d. h. mit allen drei Sätzen in derselben Tonart, hier Es-Dur) und gleichen Tempi (schnell – langsam – schnell, bzw. bewegt) geschrieben hat. Kein anderes bezeugtes Werk Mozarts mit gleicher Anzahl Sätze und gleichen Tempi sei homotonal, mit Ausnahme der Symphonien KV 141a, 213c und 318, die aber aus anderen Gründen nicht mit KV 297b verglichen werden könnten. Sadie war der Meinung, dass ein ausreichender Grund für den homotonalen Charakter des Werks darin liegen könnte, dass ein Wechsel des Stimmbogens beim Naturhorn und eine Umstimmung zwischen den Sätzen vermieden werden sollten. Staehelin hat ein Buch über das Werk geschrieben, in dem er darlegt, dass es nicht von Mozart sein kann. Er argumentiert, dass die Annahme einer Verwandtschaft der zwei Werke die Folge eines lapidaren Fehlers bei der Bindung von Jahns Partituren sei. Der Rückentitel „Mozart Concertante“ sei der Notenabschrift entweder von Jahn oder dem Buchbinder irrtümlich hinzugefügt worden. Wäre das unterblieben, so Staehelin, „wäre die Mozart-Forschung möglicherweise bis heute achtlos an B [KV297b] vorbeigegangen“.
Die Urheberschaft Mozarts verneinten ähnlich kategorisch wie Staehelin auch die Musikwissenschaftler Wolfgang Plath (der frühere Editionsleiter der Neuen Mozart-Ausgabe), der Staehelins Argumente „für letztlich unwiderlegbar“ hielt, Franz Giegling, Konrad Küster und Guido Brink, während Manfred Hermann Schmid eine Verwandtschaft der zwei Werke nicht gänzlich ausschloss. MusicBrainz betrachtet das Werk als spurious or doubtful (unecht oder zweifelhaft), so auch Mozart Project, das es nicht in seiner Liste der Konzerte aufführt. AllMusic hat es mit der Bezeichnung spurious versehen.
Robert D. Levin analysierte zusammen mit Daniel N. Leeson die Sinfonia concertante KV 297b ausgehend von der sogenannten Baron-Brook-Theorie und verglich die Struktur des Werks mit bekannten Mozart-Konzerten. Aus dieser Analyse schloss er übereinstimmend mit der Baron-Brook-Theorie, dass der Orchesterpart und die Kadenz des Werks nicht von Mozart stammten, sondern von einem unbekannten Arrangeur, vermutlich Alexandre-Pierre-François Boëly (1785–1858), rekonstruiert worden seien, während die Parts der Solisten zwar tatsächlich auf den Mozart-Originalen von KV 297B basierten, aber von einer unbekannten Hand verändert worden seien, um die Oboe durch eine Klarinette zu ersetzen und die Flöte durch eine Oboe. Dieser Transkriptionsprozess habe es erforderlich gemacht, die Noten für die drei Holzblasinstrumente neu zu verteilen, um den Ersatz der Klarinette für die ursprüngliche Oboenstimme zu ermöglichen.
Levin schrieb ein Buch über das Werk und rekonstruierte anschließend auf der Grundlage seiner Forschungen das vermeintliche Originalwerk Mozarts. Levins Rekonstruktion wurde 1984 zum ersten Mal von der Academy of St. Martin in the Fields unter Neville Marriner mit Heinz Holliger (Oboe), Aurèle Nicolet (Flöte), Hermann Baumann (Horn) und Klaus Thunemann (Fagott) aufgenommen. Weitere Aufnahmen veröffentlichten 1995 das Orchester Wiener Akademie unter Martin Haselböck, 1996 Prima La Musica unter Dirk Vermeulen, 2004 das Mozarteumorchester Salzburg unter Hubert Soudant sowie 2021 das Orchestre de chambre de Paris unter François Leleux.
Staehelin geht in seinem Buch auf die These Levins ein und nennt sie angesichts des Aufwands, die eine solche Rekonstruktion ohne eine Partitur und allein aufgrund der Solostimmen technisch-kompositorisch bedeutet hätte, „unhaltbar“ und Levins „Vorausüberzeugung, in B [KV 297b] müsse etwas vom echten Mozart verborgen sein, geradezu unbegreiflich“.
Mozart hat in seinen Opern und Konzerten den Bläsern große Bedeutung beigemessen. Bemerkenswerte Bläserpassagen finden sich in den Klavierkonzerten Nr. 15 und 17, mit außergewöhnlichen Dialogen mit dem Solisten, der Flöte, der Oboe und dem Fagott. In der Oper gibt es viele Arien mit ähnlichen Holzbläser- und Hornpassagen, wie Fiordiligis Per pietà, ben mio, perdona aus Così fan tutte. Die Arie Se il padre perdei aus Idomeneo verwendet die gleichen vier Bläser wie das verschollene Pariser Werk, steht in Es-Dur und wurde für die gleichen Mannheimer Solisten geschrieben. Eine Passage aus dem ersten Satz des Oboenquartetts KV 370/368b (Takte 85–87 und 88–90), enthalten auch in der Sinfonia concertante KV 297b, scheint – vorausgesetzt, KV 297b sei authentisch – das verschollene Pariser Werk KV 297B zu zitieren. Dessen Oboenpart und das Oboenquartett schrieb Mozart für denselben Oboisten Friedrich Ramm.

## Diskographie
- Orchestra Cantelli unter Ezio Rojatti; mit Francesco Quaranta (Oboe), Laura Magistrelli (Klarinette), Enrico Bellati (Horn), Leonardo Dosso (Fagott); CD, Da Vinci Classics C00338, 2020
- Staatskapelle Dresden unter Hans Vonk; mit Diethelm Jonas (Oboe), Sabine Meyer (Klarinette), Bruno Schneider (Horn), Sergio Azzolini (Fagott); CD, EMI Classics, 2012 (Video auf YouTube)
- West-Eastern Divan Orchestra unter Daniel Barenboim; mit Ramón Ortega (Oboe), Ishay Lantner (Klarinette), Juan Antonio Jiménez (Horn); DVD/Blu-ray, Unitel Classica, The Salzburg Concerts 2007, 2011
- Musikkollegium Winterthur unter Douglas Boyd; mit Silvia Zabarella (Oboe), Fabio di Càsola (Klarinette), Kenneth Henderson (Horn), Daniele Galaverna (Fagott); CD, Sony Classical 88697 64672-2, 2009
- West-Eastern Divan Orchestra unter Daniel Barenboim; mit Mohamed Saleh (Oboe), Kinan Azmeh (Klarinette), Sharon Polyak (Horn) und Mor Biron (Fagott); CD, Warner Classics 2564 62791-2, 2005 (Video auf Dailymotion)
- Royal Philharmonic Orchestra unter Jonathan Carney; mit Christopher Cowie (Oboe), Prudence Whittaker (Klarinette), John Bimson (Horn), Michael Chapman (Fagott); CD, Cinturon Music LC 12281, 1995/2005
- Berliner Philharmoniker unter Karl Böhm; mit Karl Steins (Oboe), Karl Leister (Klarinette), Gerd Seifert (Horn), Günter Piesk (Fagott); LP, Deutsche Grammophon 139 156 SLPM, 1966
  - Neuausgabe auf CD: Deutsche Grammophon 474 424-2, 2003
- Filarmonica Della Scala unter Riccardo Muti; mit Francesco Di Rosa (Oboe), Fabrizio Meloni (Klarinette), Danilo Stagni (Horn), Evandro Dell’Oca (Fagott); CD, Musicom, 2001
- Nieuw Sinfonietta Amsterdam unter Lev Markiz; mit Bart Schneemann (Oboe), Harmen de Boer (Klarinette), Jacob Slagter (Horn), Ronald Karten (Fagott); CD, Brilliant Classics 99713/3, 1994
- Bamberger Symphoniker unter Theodor Guschlbauer; mit Pierre Pierlot (Oboe), Jacques Lancelot (Klarinette), Georges Barboteu (Horn), Paul Hongne (Fagott); LP, Erato MUS 19038, frühe 1980er
- Collegium Aureum unter Franzjosef Maier; mit Helmut Hucke (Oboe), Hans Deinzer (Klarinette), Walter Lexutt (Horn), Klaus Botzky (Fagott); LP, Orbis 34 723 7, 1979
- Stadtorchester Winterthur unter Fritz Rieger; mit Egon Parolari (Oboe), Hans Koch (Klarinette), Albert Klinko (Horn), Janos Meszaros (Fagott); LP, Pelca PSR 17 001, 1975
- Staatskapelle Dresden unter Otmar Suitner; mit Alfred Tolksdorf (Oboe), Karl Schütte (Klarinette), Günter Schaffrath (Horn), Heinz Wappler (Fagott); LP, Telefunken SMT 1325, Eterna 8 26 715, 1972
- Het Nederlands Kamerorkest unter Szymon Goldberg; mit Haakon Stotijn (Oboe), Bram de Wilde (Klarinette), Jan Bos (Horn), Thom de Klerk (Fagott); LP, Phonogram 110 723 T, 1969
- Tschechische Philharmonie unter Václav Smetáček; mit František Hanták (Oboe), Miloš Kopecký (Klarinette), Miroslav Štefek (Horn), Karel Vacek (Fagott); LP, Supraphon SUA 10709, 1968